# Stoney (cráter)
Stoney es un cráter de impacto ubicado en la parte sur de la cara oculta de la Luna. Se halla al sureste del cráter Baldet y al este de Bhabha.
|  |

El borde de este cráter es afilado, pero con un labio algo irregular que se ha derrumbado en varios lugares. Presenta pequeñas protuberancias hacia el exterior en el borde al este y al noroeste. La pared interior es irregular, con ranuras diagonales y apilamientos del material desplomado. El suelo interior es también algo desigual, especialmente en la mitad este. Posee dos pequeños cráteres sobre su plataforma, situados en la base de las paredes interiores del noreste y del sur.
Fue nombrado en 1970 por la Unión Astronómica Internacional en memoria del físico anglo-irlandés George Johnstone Stoney (1826-1911)

## Referencias

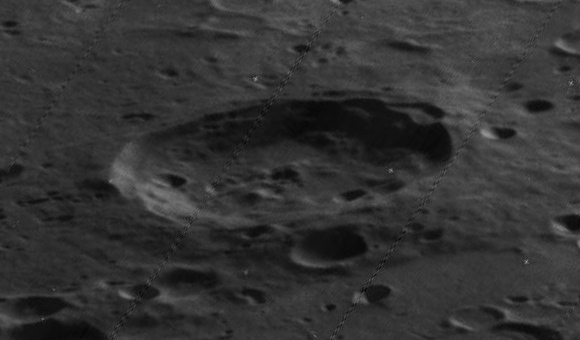
Imagen oblicua de la misión Lunar Orbiter 5